# M40 (Mashreq)
De M40 is een primaire oost-westroute in het Internationaal wegennetwerk van de Arabische Mashreq, die door Irak, Jordanië, de bezette Palestijnse Gebieden en de Mediterraanse Zuidkust loopt. De weg begint bij de Iraanse grens bij Munthareya en loopt daarna via Bagdad, Ramadi, Amman, Jeruzalem, Gaza, Port Said en Alexandrië naar de Libische grens bij Salum. Daarbij voert de weg door vier landen, namelijk Irak, Jordanië, Palestina/Israël en Egypte.
De route loopt door Israël, maar is in dit land nauwelijks te volgen, doordat Israël slechte betrekkingen heeft met zijn buurlanden. Eerst moet de grens tussen Jordanië en de Westelijke Jordaanoever worden overgestoken, daarna de grens tussen de Westelijke Jordaanoever en Israël, daarna de grens tussen Israël en de Gazastrook en ten slotte de grens tussen de Gazastrook en Egypte.
De M40 is tussen Al Azraq en Amman ook onderdeel van de M35.

## Nationale wegnummers
De M40 loopt over de volgende nationale wegnummers, van oost naar west:
| Nummer           | Tracé                    |
| Irak             | Irak                     |
| ---------------- | ------------------------ |
| 5                | Iran - Bagdad            |
| 10               | Bagdad - Jordanië        |
| Jordanië         |                          |
| 10               | Irak - kruising 5-10     |
| 5                | kruising 5-10 - Al Azraq |
| 30               | Al Azraq - Amman         |
| 40               | Amman - Palestina/Israël |
| Palestina/Israël |                          |
| 1                | Jordanië - Latrun        |
| 3                | Latrun - Ashdod          |
| 4                | Ashdod - Gaza            |
| -                | Gaza - Egypte            |
| Egypte           |                          |
| -                | Palestina - Libië        |

M5 · 
M7 · 
M9 · 
M10 · 
M15 · 
M20 · 
M25 · 
M30 · 
M35 · 
M40 · 
M45 · 
M47 · 
M50 · 
M51 · 
M55 · 
M60 · 
M65 · 
M67 · 
M70 · 
M75 · 
M80 · 
M90 · 
M100